# Гродна (Великопольське воєводство)
Гродна (пол. Grodna) — село в Польщі, у гміні Гжегожев Кольського повіту Великопольського воєводства. Населення — 212 осіб (2011).
У 1975-1998 роках село належало до Конінського воєводства.

## Демографія
Демографічна структура станом на 31 березня 2011 року:
|          | Загалом | Допрацездатний вік | Працездатний вік | Постпрацездатний вік |
| -------- | ------- | ------------------ | ---------------- | -------------------- |
| Чоловіки | 107     | 20                 | 75               | 12                   |
| Жінки    | 105     | 17                 | 60               | 28                   |
| Разом    | 212     | 37                 | 135              | 40                   |